# Labus rufipes
Labus rufipes är en stekelart som först beskrevs av Cameron 1905.  Labus rufipes ingår i släktet Labus och familjen Eumenidae. Inga underarter finns listade i Catalogue of Life.